# Fred Davies
Fred Davies (Liverpool, 22 agosto 1939 – Telford, 2 settembre 2020) è stato un calciatore e allenatore di calcio inglese, di ruolo portiere.

## Carriera

### Calciatore
Cresciuto con i gallesi del Llandudno e del Wolverhampton, esordisce in prima squadra con i Wolves nella First Division 1961-1962 ottenendo il diciottesimo posto finale. La stagione seguente ottiene il quinto posto finale ed il sedicesimo posto nella First Division 1963-1964. Nella First Division 1964-1965 retrocede in cadetteria a seguito del ventunesimo posto ottenuto.
In cadetteria ottiene il sesto posto finale nel 1965-1966 mentre la stagione successiva, grazie al secondo posto ottenuto, viene promosso in massima serie.
Con i Wolves disputò l'unica edizione del campionato dell'United Soccer Association, lega che poteva fregiarsi del titolo di campionato di Prima Divisione su riconoscimento della FIFA, nel 1967: quell'edizione della Lega fu disputata utilizzando squadre europee e sudamericane in rappresentanza di quelle della USA, che non avevano avuto tempo di riorganizzarsi dopo la scissione che aveva dato vita al campionato concorrente della National Professional Soccer League; la squadra di Los Angeles fu rappresentata per l'appunto dal Wolverhampton. I "Wolves" vinsero la Western Division e batterono in finale i Washington Whips che erano rappresentati dagli scozzesi dell'Aberdeen.
L'anno seguente passa ai cadetti del Cardiff City con cui ottiene il tredicesimo posto della Second Division 1967-1968 e vince la Coppa del Galles 1967-1968, qualificandosi alla Coppa delle Coppe.
La stagione seguente ottiene il quinto posto finale e vince la Coppa del Galles 1968-1969, mentre il cammino nella Coppa delle Coppe 1968-1969 termina ai sedicesimi di finale. Nella stagione 1969-1970 ottiene il settimo posto finale vince la sua terza Coppa del Galles mentre nella Coppa delle Coppe 1969-1970 giunge agli ottavi di finale.
Nel 1970 passa al Bournemouth, in quarta serie. Con i Cherries ottiene la promozione in terza serie al termine della Fourth Division 1970-1971. L'anno seguente ottiene il terzo posto finale, a cui ne seguono un settimo nel 1973 ed un tredicesimo nel 1974.

### Allenatore
Dopo aver fatto parte dello staff tecnico del Norwich City e per due volte dello Swansea, fu assistente di John Bond allo Shrewsbury Town che sostituì alla guida dei Shrews dal maggio 1993, vincendo la Division Three 1993-1994. Allenò successivamente il Weymouth.

## Palmarès

### Calciatore
- Campionato statunitense di calcio: 1

Los Angeles Wolves: 1967
- Coppa del Galles: 3

Cardiff City: 1968, 1969, 1970

### Allenatore
- Division Three: 1

Shrewsbury Town: 1993-1994